# Otaria (1935)
«Отаріа» (італ. Otaria) — військовий корабель, великий океанський підводний човен типу «Глауко» Королівських ВМС Італії за часів Другої світової війни.
«Отаріа» був закладений 17 листопада 1933 року на верфі компанії Cantieri Riuniti dell'Adriatico у Трієсті. 20 березня 1935 року він був спущений на воду, а 20 жовтня 1935 року увійшов до складу Королівських ВМС Італії. За час служби човен здійснив 14 бойових походів (6 в Атлантиці та 8 у Середземному морі), 14 місій з перекидання військ, 4 — транспортування та 101 — навчальну, пропливши лише в Середземному морі 14 439 миль на поверхні та 1355 під водою.

## Історія
«Отаріа» був закладений CRDA на своїй верфі в Трієсті на замовлення португальського флоту, але його придбали італійці, коли Португалія скасувала замовлення. Під час Громадянської війни в Іспанії він намагався торпедувати республіканський есмінець у Картахені, але промахнулась, коли торпеда вибухнула, урізавшись у мол.
У вересні 1940 року до французького Бордо на базу BETASOM почали прибувати італійські підводні човни, яких незабаром стало 27, котрі незабаром приєдналися до німецьких підводних човнів у полюванні на судноплавство союзників; поступово їхнє число збільшиться до 32. Вони зробили вагомий внесок у битву за Атлантику, попри те, що командувач підводного флоту ВМС Німеччини адмірал Карл Деніц відгукнувся про італійських підводників: «недостатньо дисципліновані» і «не в змозі залишатися спокійним перед лицем ворога».
У другій половині травня 1942 року «Отарія», «Ладзаро Моченіго» і «Дессе» опинилися на шляху британського З'єднання Н, яке брало участь в операції LB (доставка винищувачів «Спітфайр» на Мальту), у складі авіаносців «Ігл» та «Аргус», легкого крейсера «Карібдіс» і есмінців «Партрідж», «Ітіруєль», «Антилоуп», «Вішарт», «Ресле» і «Весткотт». Лише «Моченіго» вдалося зайняти зручну для атаки позицію, але жодна з трьох торпед, випущених у бік крейсера «Карібдіс», не влучила. Через місяць «Отарія» опинився в групі італійських підводних човнів, що діяли на північ від Алжиру та навколо Мальти, намагаючись перешкодити британцям провести операцію «Гарпун», але корабель не мав бойового контакту з противником.
У липні підводні човни «Отарія» та «Емо», які патрулювали на південь від Балеарських островів, не змогли запобігти черговій доставці «Спітфайрів» з'єднанням H на Мальту, включаючи авіаносець «Ігл», крейсери «Карібдіс» і «Каїр» і п'ять есмінців. Також у серпні човен разом із 17 іншими італійськими підводними човнами діяв у водах між Балеарськими островами та узбережжям Африки, а також між Тунісом і Сицилією, щоб протистояти великій партії поставок на Мальту (операція «П'єдестал»).